# Dôme de l’Arpont
Dôme de l’Arpont – szczyt w Alpach Graickich, części Alp Zachodnich. Leży we wschodniej Francji w regionie Owernia-Rodan-Alpy. Należy do masywu Vanoise. Szczyt można zdobyć ze schroniska Refuge dell’Arpont (2309 m). Należy do Parku Narodowego Vanoise.